# Villberga pastorat
Villberga pastorat var ett pastorat inom Svenska kyrkan i Enköpings kontrakt av Uppsala stift.  Pastoratet låg i Enköpings kommun i Uppsala län. Pastoratet uppgick 2014 i Enköpings pastorat. 
Pastoratskod var 010702.

## Administrativ historik
Pastoratet var ett eget pastorat för Villberga församling till 1 maj 1927 då Hacksta och Löts församlingar tillkom. År 1962 utökades pastoratet med Litslena, Husby-Sjutolfts och Härkeberga församlingar. . År 2007 sammanslogs tre församlingar och bildade Villberga-Hacksta-Löts församling. År 2010 uppgick Husby-Sjutolfts och Härkeberga församlingar i Litslena församling. År 2013 uppgick Litslena församling i Villberga-Hacksta-Löts församling som samtidigt namnändrades till Villberga församling, och pastoratet utgjorde därefter till 2014 ett eget pastorat. År 2014 uppgick pastoratet i Enköpings pastorat.

## Ingående församlingar
- Villberga-Hacksta-Löts församling
- Litslena församling